# Џејмс Милнер
Џејмс Милнер (енгл. James Milner; Лидс, 4. јануар 1986) јесте енглески фудбалер који игра за Брајтон и Хоув албион. Милнер може да игра на позицијама крила, везног играча или левог бека.
Милнеров таленат у фудбалу, крикету и трчању на даљину препознат је у веома младом добу. Представио је своју школу у овим спортовима и играо фудбал за аматерске екипе из Родона и Хорсфорта, Придружио се омладинској категорији Лидс јунајтеда 1996. године. Дебитовао је за први тим 2002. године када је имао само шеснаест година и постао је познат као најмлађи играч који је постигао гол у Премијер лиги.
Док је био у Лидс јунајтеду, провео је једно време на позајмици у Свиндон тауну да би стекао искуство као играч првог тима. После свог преласка у Њукасл, био је позајмљен Астон Вили на сезону. Играо за преко сто пута за Њукасл, пре него што се вратио у Астон Вилу на сталном трансферу 2008. године. Након играња утицајне улоге у Астон Вили до финалног лигашког првенства 2010. и именовања 2009-10 ПФА, Милнер се придружио Манчестер ситију због пријављеног трансфера у износу од 26 милиона долара у 2010. години, који је освојио титулу Премијер лиге 2011-12 и 2013-14, ФА Цуп 2010-11 и Куп Лига 2013-14. Након пет сезона са Манчестер ситијем, Милнер је потписао за Ливерпул на слободном трансферу 2015. године.

## Детињство и рана младост
Рођен је у Лидсу, у делу града који се зове Вортли. Милнер је играо већину свог детињства за основну школу Вестбрук Лејн у Хорсфорту. Касније се школовао у школи Хорсфорта. Грем Колсон, тренер из Родона, препознао је Милнеров таленат и убедио га да игра за Родон на неколико турнира, укључујући и турнир у Родон медоусу, где је Милнер постигао четири гола у својој победи у финалу. Милнер је описан као студент прве класе у својој школи и награђен је за своје наступе у физичком образовању.
Милнер је играо за крикет тим у Јоркширу, три године узастопно био је шампион у првој сезони и био је шампион округа преко 100 метара две године заредом. Затим је завршио студије у школи Бостон спа, спортски колеџ који је био партнер фудбалском клубу.
Милнер је навијао за свој родни клуб Лидс јунајтед од ране младости. Он и његови родитељи, Питер и Лесли су били носиоци сезонских карата, а Милнер је касније постао играч за клубове.
Када је Милнер имао десет година, придружио се академији у Лидс јунајтеду након што га је открио извиђач док је играо за Вестбрук јуниорс у Хорсфорту. На академији Милнер је играо против савременика из других клубова на северу, укључујући и будућег нападача Манчестер јунајтеда Вејна Рунија. Модел његовог узорка био је Ален Смит, рођен у Лидсу, који је тада био нападач Лидс јунајтеда.

## Клупска каријера

### Лидс
Милнеров први деби првог тима за Лидс дошао је 10. новембра 2002. године на утакмици против Вест Хем јунајтеда, када је у последњих шест минута дошао као замена за Дзејсон Вилкок. Изглед га је учинио другим најмлађим играчем у којем је икада играо у Премијер лиги, у доби од 16 година и 309 дана. 26. децембра 2002. постао је 16 година и 356 дана најмлађи играч који је постигао гол у Премијер лиги, са голом у победи од 2-1 против Сандерланда. Његов рекорд је прекинут од стране Џејмса Вана из Евертона 2005. године.
У утакмици против Челсија месец дана касније, Милнер је поново постигао опкладу са првим додиром лопте и маневрима, како би избегао покушај од дефанзивца Челсија Марсел Дисејли, који је освојио широку похвалу од коментатора. двориште простора за њега да испоручи ударац са 18 метара. Новинари су били импресионирани његовим свеукупним резултатима у мечу, посебно по жељи, самопоуздању и способностима са обе ноге. Челсијев менаџер Клаудио Ранијери је приметио након утакмице да је Милнер играо као много искуснији играч. Извођење је довело до упоређивања са Енглеским репрезентативцима Мајклом Овеном и Вејном Рунијем, који су такође долазили у фудбалску истакнутост као тинејџери.

### Њукасл
Милнер је први пут заиграо за Њукасл јунајтед током предсезонске турнеје у Азији, постигао свој први гол за клуб у нерешеном 1-1 против Кичија, у Хонг Конгу. Током ове турнеје, искористио је прилику да посматра како нападач Њукасла Алан Ширер обраћа пажњу навијача и медија. Рекао је да је његова веза са људима као што је Ширер дала бољу идеју како да се односи према медијима.
Милнеров први меч у Премијер лиги за Њукасл дошао је против Мидлсброа 18. августа 2004. године, у којем је играо на екстремном десном углу као крило, упркос томе што се редовно појављивао лево за Лидс. Милнер је рекао да нема предност када је на терену играо. Месец дана касније, дебитовао је на европском такмичењу, када је Њукасл играо на Купу УЕФА против Бнеи Шанина из Израела, након што је дошао као замена за Шоло Амбилеби. Истог месеца, постигао је свој први такмичарски циљ за клуб, такође као замену, у победи од 3-1 против Вест Бромвич албиона.

#### Астон Вила (позајмица)
Милнер је дебитовао на Вили 12. септембра 2005. године на утакмици Премијер лиге против Вест Хем Јунајтеда пет дана касније, постигао је свој први гол за клуб у нерешеном 1-1 против Тотенхем хотспура. лигашки меч мање од недељу дана касније, помогао је свом тиму да се опорави од 3-1 на полувремену да освоји 8-3 против Виким Вандалерс, постигао два гола у повратку другог полувремена. Током сезоне Милнер је био позитиван у односу на његов тим. Остао је сигуран да ће се Вила опоравити од лошег старта до сезоне и похвалила квалитет тима.
Милнер је генерално гледао као позитиван потпис у сезони која је била разочаравајућа за Вилу. Сем Милнер је такође позитивно потражио кредит, говорећи да би он желео да се стално придружи Вили због вјероватноће да постане редовни стартер, али је признао да је могућност оваквог догађаја изван његове контроле. Менаџер Давид О’Лари је током сезоне потврдио да би волео Милнер да се стално прикључи клубу, али је сумњао да ће му бити пружена прилика да га потпише. Чак се и извукао из потписивања Роберт Хута, тако да је имао средства да трајно потпише Милнера ако се појавила прилика. Недуго пре краја његовог кредита почели су преговори између Виле и Њукасла.

#### Повратак у Њукасл
Играчи Њукасла и менаџер Глен Роџер позитивно су реаговали на Милнеров повратак на почетку сезоне 2006-07. Роџер је похвалио Милнера на начин на који је руководио неуспелим трансфером Виле, иако је Родзеров руковођење преговорима критиковано. Роџер је потврдио да ће играти Милнера у "пуно игара" током сезоне. показао се као случај, пошто је Милнер био стартер у Њукасловом тиму током целе сезоне.
Њукасл је лоше почео у Премијер лиги 2006-07, али на европском такмичењу Милнер је играо кључну улогу у пружању помоћи Њукасла у групној фази Купа УЕФА. Убрзо након тога, гласине су почеле да се шире да би он бити продат током проласка у јануару, иако су и Милнер и Роџер одбацили ове гласине. 
Дана 1. јануара 2007, Милнер је постигао свој први гол сезоне у жребу од 2-2 са Манчестер јунајтедом.

### Астон Вила
Милнер је потписао за Астон Вилу 29. августа 2008. године за накнаду од 12 милиона фунти, и потписао четворогодишњи уговор са клубом. Милнер је дебитовао за Вилу 31. августа 2008. године као замена за другу половину против Ливерпула. Његови први голови у свом другом мандату у Вили дошли су у четвртфиналу ФА купа против Гилингема на Присфилд стадиону 4. јануара 2009. на дан свог 23. рођендана, где је постигао оба гола у победи од 2-1 за Вилу.
Милнеров први гол у Премијер лиги у свом другом мандату у Вили дошао је 17. јануара 2009. у победи од 2-1 против Сандерленда на стадиону Светлости. 7. фебруара 2009, Милнер је по први пут именован за сениорску екипу Енглеске, након игре на високом нивоу у клубу што је импресионирало селектора Енглеске Фабија Капела. Милнер је наставио да импресионира и постигне свој други лигашки резултат сезоне против Блекбурн роверса 7. фебруара и постигао је слободан ударац ван домета шансе код куће против Евертона, док се Вила вратила са 3-1 дефицита на 3-3 12. априла. Он је изјавио да је његово време у Вили до сада "најсложенији" период у његовој каријери, играјући под тринаест менаџера и старатеља упркос томе што је само 23.

### Манчестер сити
Дана 17. августа 2010. пријављено је да је Астон Вила договорио уговор са Манчестер ситијем да прода Милнера подвргнут медицинској помоћи. Договорено је да вреди око 26 милиона фунти, укључујући и размјену играча Стивен Ајерленд. Милнер је дебитовао за Сити 23. августа 2010. године у домаћој победи од 3: 0 против Ливерпула, где је поставио први гол за бившег колега из екипе Гарет Бари. Милнер је постигао свој први такмичарски циљ за Манчестер Сити на утакмици трећег кола ФА Купа у Лестер ситију који је завршио са жребом од 2-2. Меч Лестера био је почетак трке у купу која је видела Манчестер сити до финала ФА купа 2011. Милнер је била неупотребљена замена, јер је Манчестер сити победио Стоук сити са 1-0 за победу у купу.
Милнер је постигао први гол у Премијер лиги за Манчестер сити против Евертона 24. септембра 2011. Две утакмице касније, постигао је свој други, против бившег клуба Астон Виле у победи од 4-1. Следећа недеља, Милнер је имао руку у два гола, када је Манчестер сити победио на дербију Манчестера на Олд Трафорду 6-1, наносивши најтежи порази у Манчестер јунајтеду од 1930. године. Дана 3. јануара 2012. Милнер је постигао свој трећи гол сезоне, казну против Ливерпула. Манчестер Сити је победио на мечу од 3-0. У току сезоне 2011-12 Милнер је направио 26 Наступи у Премиер Лиги као Манчестер Сити први пут су освојили титулу лиге за 44 године.

### Ливерпул
Милнер је 4. јуна 2015. године пристао да се придружи Ливерпулу на слободном трансферу из Манчестера. Дана 7. августа 2015. Милнер је најављен као потпредседник. Милнер је играо свој први такмичарски меч за клуб у победи 1-0 над Стоук Сити на стадиону Британиа. Милнер је први пут капитеновао Ливерпула на трећем наступу за клуб, жребом 0-0 у Арсеналу. 26. септембра 2015. године постигао је свој први гол за Ливерпул у победи од 3-2 против свог бившег клуба Астон Виле на Енфиелду. Појавио се у финалу УЕФА Еуропа Леагуе 2016. на крају своје прве сезоне са клубом. Милнер је завршио своју прву сезону са Ливерпулом који је постигао седам голова на свим такмичењима.
Дана 19. марта 2017. године, Милнер је постигао у Ливерпуловом нерешеном 1-1 против бившег клуба Манчестер Ситија. Тиме је прекршио рекорд у Премиер лиги од стране играча за највећи број мечева без пораза (47 утакмица). 4. априла 2018. године је изједначио рекорд у Лиги шампиона (8 асистенција) помоћу циља Алекс Оби-Чембленда против Манчестер Ситија у четвртфиналу прве утакмице. Дана 24. априла 2018. Милнер је прекинуо тај рекорд и постао први играч у историји Лиге шампиона који је обезбедио 9 асистенција у једној сезони, постављајући други гол Роберта Фирмина током полуфинала 5-2, прву игру против Роме.

## Репрезентативна каријера

### Млади
Након што је играо за Енглеску на нивоима испод 15 и испод 17, Милнер је био унапређен на ниво испод 20 година и позван за Светско првенство до 20 година 2003. године. Убрзо након тога, селектор за репрезентацију до 21 године Питер Тејлор га је позвао и Милнер је дебитовао против Шведске, 30. марта 2004. године.
Милнер је постигао свој први гол за репрезентацију Енглеске испод 21 године током сезоне 2004-05 у квалификацијском мечу за Европско првенство у УЕФА 2007, против Велса 2007. У току утакмице у којем је играо у средином терена, он је такође успоставио шансу за Дарена Бента, јер су млади лавови освојили 2-0. Упркос унутрашњим проблемима у клубу, он је наставио да напредује на међународном нивоу, постигао је победнички гол за Енглеску у победи од 3-2 против Швајцарске. Победа је обезбедила Енглеској место у фази плејофа Квалификације за Европско првенство у УЕФА 2007.

### Сениори
У августу 2009, Милнер је дебитовао за сениорску екипу у Енглеској, када је у последњих 23 минута играо у пријатељској утакмици против Холандије. Меч завршио у жребу од 2-2. Двапут је играо за Енглеску следећег месеца против Словеније у другом пријатељском сусрету и направио свој такмичарски деби четири дана касније у квалификацијама Светског првенства у фудбалу 2010. против Хрватске, где је играо последњих девет минута. Енглеска је освојила други меч 5-1 да обезбеди квалификације за ФИФА Светско првенство 2010. године. Именован је у последњем саставу од 23 човека за финале Светског првенства у Јужној Африци и изабран је у првих једанаест за прву утакмицу Енглеске на турниру против САД, међутим замењен је након 30 минута. У трећем мечу Енглеске против Словеније, наместио је једини гол на утакмици центрирајући Џермејну Дефоу који је постигао погодак. Први пут је предводио Енглеску као капитен у последњих десет минута утакмице у поразу од 2-1 против Француске 17. новембра 2010. године, када су и Рио Фердинанд и Стивен Џерард замењени.

## Стил игре
Милнер се сматра тениским фудбалером. Као резултат тога, његова главна улога у тиму је као велики везњак који ствара прилике за бодовање, али и узимајући лопту поред одбрамбених играча. Могао би се сматрати традиционалним енглеским крилима. Док Милнер не добија голове, има добар рекорд у пружању асистенција. Нолберто Солано, бивши тимски колега, рекао је да ће због своје способности Милнер "постати важан играч". Након преласка у Њукасл, почео је да игра више као крило. Он је описан као "удобан на било ком крилу". Такође је коришћен и повремено као централни везњак, нападач и као хитан десни ударац, генерално током кризе повреда. Мануел Пелегрини, који је тренирао Милнера у Манчестер ситију, описао је Милнера као најкомплетнијег енглеског играча у савремено доба и хвалио је Милнерову способност, посвећеност, перформансе и свестраност.
Милнер има способност да прецизно пролази и пуца са велике удаљености од гола. Као резултат, он обично иде напред за постављене делове и често је кандидат који се бори за углове и слободне ударце. Критично мишљење је подељено на Милнерову способност преласка. Док неки коментатори критикују његове способности у овој области, други новинари кажу да Милнер може да центрира прецизно.

## Статистика каријере

### Клуб
До 6. маја 2018. године.
| Клуб                     | Сезона            | Лига                | Лига | Лига | ФА куп | ФА куп | Лига куп | Лига куп | Европа | Европа | Остало | Остало | Укупно | Укупно |
| Клуб                     | Сезона            | Лига                | Ута  | Гол  | Ута    | Гол    | Ута      | Гол      | Ута    | Гол    | Ута    | Гол    | Ута    | Гол    |
| ------------------------ | ----------------- | ------------------- | ---- | ---- | ------ | ------ | -------- | -------- | ------ | ------ | ------ | ------ | ------ | ------ |
| Лидс јунајтед            | 2002/03           | Премијер лига       | 18   | 2    | 4      | 0      | 0        | 0        | 0      | 0      | —      | —      | 22     | 2      |
| Лидс јунајтед            | 2003–-04          | Премијер лига       | 30   | 3    | 1      | 0      | 1        | 0        | —      | —      | —      | —      | 32     | 3      |
| Лидс јунајтед            | Укупно            | Укупно              | 48   | 5    | 5      | 0      | 1        | 0        | 0      | 0      | —      | —      | 54     | 5      |
| Свиндон таун (позајмица) | 2003/04           | Друга лига Енглеске | 6    | 2    | —      | —      | —        | —        | —      | —      | —      | —      | 6      | 2      |
| Њукасл јунајтед          | 2004/05           | Премијер лига       | 25   | 1    | 4      | 0      | 1        | 0        | 11     | 0      | —      | —      | 41     | 1      |
| Њукасл јунајтед          | 2005/06           | Премијер лига       | 3    | 0    | —      | —      | —        | —        | 4      | 2      | —      | —      | 7      | 2      |
| Њукасл јунајтед          | 2006/07           | Премијер лига       | 35   | 3    | 2      | 1      | 3        | 0        | 13     | 0      | —      | —      | 53     | 4      |
| Њукасл јунајтед          | 2007/08           | Премијер лига       | 29   | 2    | 2      | 1      | 1        | 0        | —      | —      | —      | —      | 32     | 3      |
| Њукасл јунајтед          | 2008/09           | Премијер лига       | 2    | 0    | —      | —      | 1        | 1        | —      | —      | —      | —      | 3      | 1      |
| Њукасл јунајтед          | Total             | Total               | 94   | 6    | 8      | 2      | 6        | 1        | 28     | 2      | —      | —      | 136    | 11     |
| Астон Вила (позајмица)   | 2005/06           | Премијер лига       | 27   | 1    | 3      | 0      | 3        | 2        | —      | —      | —      | —      | 33     | 3      |
| Астон Вила               | 2008/09           | Премијер лига       | 36   | 3    | 3      | 3      | —        | —        | 4      | 0      | —      | —      | 43     | 6      |
| Астон Вила               | 2009/10           | Премијер лига       | 36   | 7    | 5      | 0      | 6        | 4        | 2      | 1      | —      | —      | 49     | 12     |
| Астон Вила               | 2010/11           | Премијер лига       | 1    | 1    | —      | —      | —        | —        | —      | —      | —      | —      | 1      | 1      |
| Астон Вила               | Укупно            | Укупно              | 100  | 12   | 11     | 3      | 9        | 6        | 6      | 1      | —      | —      | 126    | 22     |
| Манчестер сити           | 2010/11           | Премијер лига       | 32   | 0    | 3      | 1      | 1        | 0        | 5      | 0      | —      | —      | 41     | 1      |
| Манчестер сити           | 2011–12           | Премијер лига       | 26   | 3    | 1      | 0      | 3        | 0        | 6{     | 0      | 1      | 0      | 37     | 3      |
| Манчестер сити           | 2012/1]           | Премијер лига       | 26   | 4    | 6      | 0      | 1        | 0        | 2      | 0      | 1      | 0      | 36     | 4      |
| Манчестер сити           | 2013/1]           | Премијер лига       | 31   | 1    | 4      | 0      | 3        | 0        | 6{     | 1      | —      | —      | 44     | 2      |
| Манчестер сити           | 2014/15           | Премијер лига       | 32   | 5    | 2      | 2      | 2        | 0        | 8{     | 1      | 1{     | 0      | 45     | 8      |
| Манчестер сити           | Укупно            | Укупно              | 147  | 13   | 16     | 3      | 10       | 0        | 27     | 2      | 3      | 0      | 203    | 18     |
| Ливерпул                 | 2015/16           | Премијер лига       | 28   | 5    | 1      | 0      | 4        | 0        | 12     | 2      | —      | —      | 45     | 7      |
| Ливерпул                 | 2016/17           | Премијер лига       | 36   | 7    | 0      | 0      | 4        | 0        | —      | —      | —      | —      | 40     | 7      |
| Ливерпул                 | 2017/18           | Премијер лига       | 32   | 0    | 2      | 1      | 0        | 0        | 12     | 0      | —      | —      | 46     | 1      |
| Ливерпул                 | Укупно            | Укупно              | 96   | 12   | 3      | 1      | 8        | 0        | 24     | 2      | —      | —      | 131    | 15     |
| Укупно у каријери        | Укупно у каријери | Укупно у каријери   | 491  | 50   | 43     | 9      | 34       | 7        | 85     | 7      | 3      | 0      | 656    | 73     |

### Национални тим
| Национални тим | година | наступи | голови |
| -------------- | ------ | ------- | ------ |
| Енглеска       | 2009   | 6       | 0      |
| Енглеска       | 2010   | 9       | 0      |
| Енглеска       | 2011   | 8       | 0      |
| Енглеска       | 2012   | 11      | 1      |
| Енглеска       | 2013   | 10      | 0      |
| Енглеска       | 2014   | 9       | 0      |
| Енглеска       | 2015   | 4       | 0      |
| Енглеска       | 2016   | 4       | 0      |
| Укупно         | Укупно | 61      | 1      |

## Успеси

### Клупски
Ливерпул
- Премијер лига: 2019/20.
- Лига шампиона: 2018/19; финалиста 2017/18. и 2021/22.
- Лига Европе: финалиста 2015/16.
- Суперкуп Европе: 2019.
- Светско клупско првенство: 2019.
- Лига куп Енглеске: 2021/22.
- ФА куп: 2021/22.
- ФА Комјунити шилд: 2022.

Манчестер сити
- Премијер лига: 2011/12, 2013/14.
- ФА куп: 2010/11; финалиста 2012/13
- Лига куп Енглеске: 2013/14.
- Комјунити шилд: 2012.

Њукасл јунајтед
- Интертото куп: 2006.

Астон вила
- Лига куп Енглеске: финалиста 2009/10.

### Репрезентативни
Енглеска до 21
- Европско првенство у фудбалу до 21 године: финалиста 2009.

### Индивидуални
- Најбољи млади фудбалер године у избору ПФА: 2009/10.
- Идеални тим године у избору ПФА: Премијер лига 2009/10.